# FROM T.N.
『FROM T.N. TSUYOSHI NAGABUCHI 1978〜1983 SINGLE COLLECTION』（フロム・ティー・エヌ - ツヨシ・ナガブチ・ナインティーンセブンティエイト〜ナインティーンエイティスリー・シングル・コレクション）は、日本のミュージシャンである長渕剛のベスト・アルバム。
1983年11月28日に東芝EMIのエキスプレスレーベルからリリースされた。カーステレオ向けベストアルバム『夏の恋人』（1981年）より2年5ヶ月ぶりとなる作品であるが、『夏の恋人』はカセットテープのみのリリースであったため、本作が長渕初の公式なベストアルバムとなった。
再デビュー曲「巡恋歌」（1978年）から長渕自身が主演として出演したTBS系テレビドラマ『家族ゲーム』（1983年）の主題歌と使用された「GOOD-BYE青春」（1983年）までの全シングルA面曲を収録している。
オリコンチャートでは最高位7位となった。

## 背景
前作『HEAVY GAUGE』（1983年）を6月21日にリリース後、7月25日には西武球場にて開催した「SUPER LIVE IN 西武球場」において約2万人を動員した。
さらに7月29日には初となるジョイントライブ「サザンオールスターズ VS 長渕剛」に参加するも、サザン側と長渕側とで認識が異なり、ゲスト出演と思っていた長渕だったが実際には前座の扱いであり、またチケットはサザンオールスターズとして売られていたため長渕のファンが極端に少ない中での演奏を余儀なくされた事や、アンコールで興奮した桑田佳祐が長渕の頭にビールをかけるなどの事態となり、長渕は桑田に対し悪印象を持つ事となった。なお、このイベントに先立ちプチセブン 1983年8月5日号では桑田と長渕による対談が実施されており、この際は和やかなムードで会話していた。
その後、7月25日の公演を記録したライブアルバム『SUPER LIVE IN 西武球場』（1983年）をリリースすると同時に、8月25日より翌1984年2月13日まで全41都市全47公演におよぶライブツアー「LIVE'83 - '84 JUST HEAVY GAUGE」を開催した。
また、音楽以外の活動としては初主演となるTBS系テレビドラマ『家族ゲーム』（1983年）にて主人公である吉本剛役を演じる事となった。同テレビドラマへの出演のきっかけは、テレビ局プロデューサーである柳井満に説得された事による。柳井は長渕に対し「適当なまじめさ、怖さ、優しさをあわせ持つ点で、この役は彼以外に考えられない」と長渕の役者としての素質を見抜いて主役に抜擢し、これに対し長渕は「説得され、最初で最後のつもり」との認識で同テレビドラマに出演する事を決定した。なお、同テレビドラマは8月26日から9月30日までの全6回で放送され20%近い視聴率を獲得し、雑誌などの媒体では「人気フォーク歌手が、役者として非凡な才能を見せ、演技力で周囲をうならせた」との記事が残された。さらに、同テレビドラマの主題歌として使用された「GOOD-BYE青春」（1983年）をドラマ放送中の9月1日にシングルとして発売、オリコンチャートで最高位5位を獲得、約32万枚を売り上げるヒット曲となった。

## 構成
最初にリリースされたシングルコレクションであり、1978年から1983年までのシングルA面曲を収録している。収録曲の内、3曲はアルバム初収録となった。
それぞれの曲に、長渕本人による解説が記されている。なお、ビクター・レコードからリリースされたデビューシングルである「雨の嵐山」（1977年）は収録されていない。

## リリース
1983年11月28日に東芝EMIのエキスプレスレーベルより、LP、カセットテープ、コンパクトディスクの3形態でリリースされた。
1988年5月25日にカセットテープとCDのみ再リリースされている。

## プロモーション
本作に関連するテレビ出演としては、フジテレビ系音楽番組『夜のヒットスタジオ』（1968年 - 1985年）にて、9月23日に出演しドラマで共演した白川由美と電話で会話した後に「GOOD-BYE青春」を演奏、その他ではTBS系音楽番組『ザ・ベストテン』（1978年 - 1989年）にて、10月3日は第18位でスポットライトでの出演、また11月4日には第4位での出演となり、いずれも「GOOD-BYE青春」を演奏した。

## 批評
| 専門評論家によるレビュー | 専門評論家によるレビュー |
| レビュー・スコア         | レビュー・スコア         |
| 出典                     | 評価                     |
| ------------------------ | ------------------------ |
| CDジャーナル             | 肯定的                   |

音楽情報サイト『CDジャーナル』では、「TVドラマ『家族ゲーム』のテーマ曲「GOOD-BYE青春」をはじめ、「順子」などフォーク歌手らしい歌を聞かせてくれる」と評されている。

## チャート成績
オリコンチャートでは最高位7位となり、売り上げは約7万枚となった。

## 収録曲

### LP盤 / CT盤
| 全作詞・作曲: 長渕剛（特記除く）。 |                    |                     |                     |          |      |
| #                                  | タイトル           | 作詞                | 作曲・編曲          | 編曲     | 時間 |
| 1.                                 | 「巡恋歌」         | 長渕剛 （特記除く） | 長渕剛 （特記除く） | 鈴木茂   | 3:32 |
| 2.                                 | 「俺らの家まで」   | 長渕剛 （特記除く） | 長渕剛 （特記除く） | 石川鷹彦 | 3:25 |
| 3.                                 | 「祈り」           | 長渕剛 （特記除く） | 長渕剛 （特記除く） | 佐藤準   | 4:16 |
| 4.                                 | 「春待気流」       | 長渕剛 （特記除く） | 長渕剛 （特記除く） | 瀬尾一三 | 4:26 |
| 5.                                 | 「順子」           | 長渕剛 （特記除く） | 長渕剛 （特記除く） | 瀬尾一三 | 3:06 |
| 6.                                 | 「涙のセレナーデ」 | 長渕剛 （特記除く） | 長渕剛 （特記除く） | 瀬尾一三 | 4:03 |
| 合計時間:                          | 合計時間:          | 合計時間:           | 22:48               |          |      |

| #         | タイトル                                             | 作詞      | 作曲・編曲 | 編曲               | 時間 |
| --------- | ---------------------------------------------------- | --------- | ---------- | ------------------ | ---- |
| 7.        | 「ヒロイン」                                         |           |            | 瀬尾一三           | 4:00 |
| 8.        | 「夏の恋人」(作詞・作曲: 長渕剛、藤岡孝章、山梨鐐平) |           |            | 瀬尾一三           | 3:29 |
| 9.        | 「二人歩記」                                         |           |            | 徳武弘文、瀬尾一三 | 4:49 |
| 10.       | 「花いちもんめ ※」(作詞: 長渕剛、松井五郎)           |           |            | 長渕剛、瀬尾一三   | 3:49 |
| 11.       | 「恋人時代 ※」                                       |           |            | 長渕剛、瀬尾一三   | 3:46 |
| 12.       | 「GOOD-BYE青春 ※」(作詞: 秋元康 / 補作詞：長渕剛)    |           |            | 瀬尾一三           | 3:27 |
| 合計時間: | 合計時間:                                            | 合計時間: | 23:20      |                    |      |

※はアルバム初収録音源。

### CD盤
| 全作詞・作曲: 長渕剛（特記除く）。 |                                                      |                    |                    |                    |      |
| #                                  | タイトル                                             | 作詞               | 作曲・編曲         | 編曲               | 時間 |
| 1.                                 | 「巡恋歌」                                           | 長渕剛（特記除く） | 長渕剛（特記除く） | 鈴木茂             | 3:32 |
| 2.                                 | 「俺らの家まで」                                     | 長渕剛（特記除く） | 長渕剛（特記除く） | 石川鷹彦           | 3:25 |
| 3.                                 | 「祈り」                                             | 長渕剛（特記除く） | 長渕剛（特記除く） | 佐藤準             | 4:16 |
| 4.                                 | 「春待気流」                                         | 長渕剛（特記除く） | 長渕剛（特記除く） | 瀬尾一三           | 4:26 |
| 5.                                 | 「順子」                                             | 長渕剛（特記除く） | 長渕剛（特記除く） | 瀬尾一三           | 3:06 |
| 6.                                 | 「涙のセレナーデ」                                   | 長渕剛（特記除く） | 長渕剛（特記除く） | 瀬尾一三           | 4:03 |
| 7.                                 | 「ヒロイン」                                         | 長渕剛（特記除く） | 長渕剛（特記除く） | 瀬尾一三           | 4:00 |
| 8.                                 | 「夏の恋人」(作詞・作曲: 長渕剛、藤岡孝章、山梨鐐平) | 長渕剛（特記除く） | 長渕剛（特記除く） | 瀬尾一三           | 3:29 |
| 9.                                 | 「二人歩記」                                         | 長渕剛（特記除く） | 長渕剛（特記除く） | 徳武弘文、瀬尾一三 | 4:49 |
| 10.                                | 「花いちもんめ ※」(作詞: 長渕剛、松井五郎)           | 長渕剛（特記除く） | 長渕剛（特記除く） | 長渕剛、瀬尾一三   | 3:49 |
| 11.                                | 「恋人時代 ※」                                       | 長渕剛（特記除く） | 長渕剛（特記除く） | 長渕剛、瀬尾一三   | 3:46 |
| 12.                                | 「GOOD-BYE青春 ※」(作詞: 秋元康 / 補作詞: 長渕剛)    | 長渕剛（特記除く） | 長渕剛（特記除く） | 瀬尾一三           | 3:27 |
| 合計時間:                          | 合計時間:                                            | 合計時間:          | 46:08              |                    |      |

## スタッフ・クレジット
- 長渕剛 - プロデューサー
- 陣山俊一（ユイ音楽工房） - ディレクター
- 山里剛（ヤマハ音楽振興会） - ディレクター
- 木村嘉男（東芝EMI） - ディレクター
- 石塚良一 - レコーディング・エンジニア
- 糟谷銑司（ユイ音楽工房） - チーフ・マネージャー
- ひらたしょういち（ユイ音楽工房） - パーソナル・マネージャー
- 荒井博文 (GIL HOUSE) - アート・ディレクター、デザイナー
- 江頭瑞子 (GIL HOUSE) - アート・ディレクター、デザイナー
- 大川奘一郎 - 写真撮影
- 川上源一（ヤマハ音楽振興会） - エグゼクティブ・プロデューサー
- 後藤由多加（ユイ音楽工房） - エグゼクティブ・プロデューサー

## リリース履歴
| No. | 日付           | レーベル              | 規格     | 規格品番                                     | 最高順位 | 備考                                                                         |
| --- | -------------- | --------------------- | -------- | -------------------------------------------- | -------- | ---------------------------------------------------------------------------- |
| 1   | 1983年11月28日 | 東芝EMI／エキスプレス | LP CT CD | ETP-90261 (LP) ZH28-1379 (CT) CA35-1065 (CD) | 7位      | 価格はLPとCTが2800円、CDは3500円                                             |
| 2   | 1988年5月25日  | 東芝EMI／エキスプレス | CD CT    | CT32-5202 (CD) (CT)                          | -        | 歌詞ブックレットが投げ込みの歌詞カードに変更され、価格が3200円に改定された。 |